# Rosanna Munter
Rosanna Bella Victoria Eriksdotter Mirsch Munter, född 26 november 1987 i Stockholm, är en svensk sångerska, låtskrivare och skådespelerska. Munter var en av originalmedlemmarna i popgruppen Play som gjorde sig kända i USA mellan 2001 och 2005.
Munter hade rollen som Petra i den svenska filmen Eva & Adam – fyra födelsedagar och ett fiasko år 2001.
Hon har arbetat ihop med David Åström, alias Kocky, och var med och sjöng och skrev på båda hans album.
Idag driver Rosanna managementbolaget Logic & Heart.

## Diskografi

### Studioalbum
- 2002 – Play
- 2003 – Playin' Around
- 2003 – Replay
- 2004 – Don't Stop the Music

### Samlingsalbum
- 2005 – Girl's Mind

## Filmografi i urval
- 2001 – Eva & Adam - fyra födelsedagar och ett fiasko